# جوزيف بيلامي
جوزيف بيلامي (بالإنجليزية: Joseph Bellamy)‏ هو عالم عقيدة أمريكي، ولد في 20 فبراير 1719، وتوفي في 6 مارس 1790.